# Леки крайцери тип „Тайгър“
Тайгър (на английски: Tiger) са последният тип леки крайцери на Британския Кралски флот. Заложени са в периода 1941 – 1942 г. като леки крайцери от типа „Минотавър“, но поради коренната промяна на проекта строителството се проточва до 1959 – 1961 г. Всичко за флота са построени 3 единици: „Тайгър“ (на английски: HMS Tiger (C20)), „Лайън“ (на английски: HMS Lion (C34)) и „Блейк“ (на английски: HMS Blake (C99)). В периода 1965 – 1972 г. „Тайгър“ и „Блейк“ са преустроени на крайцери-вертолетоносачи. Извадени са от флота в края на 1970-те г., а през 1980-те г. са разкомплектовани за скрап.

## История на проекта
В хода на Втората световна война, британският флот е крайно зает с усилването на противовъздушната отбрана на своите крайцери. Авиацията към това време вече е утвърдена в ролята на основно средство за унищожаване на надводните кораби. В същото време, британският флот вече не желае да строи специализираните крайцери за ПВО, въоръжени само с леки универсални оръдия; при всичките достоинства на тези кораби като средство за противовъздушна отбрана, те са малоефективни в бой с неприятелските кораби или при обстрел на крайбрежията.
Решение на този проблем се вижда в създаването на нов тип голямокалибрена универсална артилерия – такава, каквото може еднакво ефективно да се използва и против въздушни цели, и против надводните кораби на неприятеля. Британският флот вече има опити по-рано да създаде универсалните тежки оръдия – такива трябва да бъдат 152 mm оръдия BL Mark XXIII, поставяни на леките крайцери тип „Леандър“ и „Аретуза“ – но както става ясно, оръдията с ръчно зареждане просто не могат да поддържат необходимия темп на стрелба, за да се използват като зенитни. Става ясно, че универсалните тежки оръдия следва да са с напълно механизирано зареждане, работещо при всеки един ъгъл на възвишение.

## Проектиране
През годините 1941 – 1942, британският флот залага последната си голяма серия леки крайцери – типа „Минотавър“. Тези леки крайцери представляват развитие на предшестващия тип „Кроун Колъни“, с подобрено въоръжение и системи за управление на огъня. Още в процеса на построяването е решено да се достроят по изначалния проект само първите четири крайцера; четирите последващи, наречени подтип „Тайгър“, трябва да имат качествено ново въоръжение от универсални тежки 152 mm оръдия.
След края на военните действия, строежа на корабите от типа „Минотавър“ е спрян. В края на краищата, по окончателния проект е решено да се достроят само три кораба. Четирите крайцера на типа „Тайгър“ остават на стапелите до 1947 г., когато е взето решение да се достроят три от тях по усъвършенстван проект. В проекта от 1947 г., крайцерите трябва да са въоръжени с три триоръдейни кули с универсални 152 mm оръдия; тяхното зенитно въоръжение трябва да се състои от сдвоени „Бофорси“ в автоматични установки STAAG.
Въпреки това, работите над корабите се придвижват много бавно. Вина за това е наследената от предшестващите типове много наблъскана, тясна централна част (вече готова на недостроените кораби), която не допуска значителни модернизации. Много от адмиралите предлагат да се разрежат недостроените „Тайгъри“ на скрап, а вместо тях да се заложат нови крайцери с по-голяма водоизместимост – но това предложение в условията на следвоенното съкращение на бюджета не получава поддръжка.
През 1949 г. проектът на крайцерите е преработен още един път. Подготвени са редица проекти за тяхното дострояване; в т.ч. като чисти крайцери за ПВО с голям брой 76 mm автоматични оръдия. Въпреки това, болшинството адмирали все пак считат за важно да се съхранят 152 mm оръдия. В резултат, проектът от 1949 г. предвижда съхраняване на две от трите първоначално планирани кули на главния калибър, и поставянето вместо трета – на 76 mm зенитни оръдия. Разглежда се и проект, при който двете 152 mm кули трябва да са разположени линейно-терасовидно на носа на кораба, а в кърмовата част да се поставят три сдвоени 114 mm установки, аналогични на използваните при разрушителите. Този проект е отклонен поради желанието на адмиралите да имат кръгов обстрел от оръдията на главния калибър. По това време е решено да се използват вместо триоръдейни двуоръдейни кули за главния калибър.
Ситуацията остава неясна до 1954 г., когато съветският флот започва масово да въвежда в строй новите леки крайцери от типа „Свердлов“, значително превъзхождащи старите британски кораби военна постройка. Възможностите на „Свердлов“, преувеличени от слуховете, водят до сериозно безпокойство в британското адмиралтейство, все още мислещо по-инерция с категориите на класическата крайцерска война против британските комуникации. На 5 ноември 1954 г. е решено да се достроят крайцерите от типа „Тайгър“ като бързоходни ескортни кораби за авионосните съединения, способни също така да изпълняват задачи по демонстрация на флага в мирно време, и защита на комуникациите при война. Обсъжда се и въпросът за достройката на крайцерите като ракетни – въоръжени със зенитните ракети „Сий Слъг“ – но британското ракетно оръжие все още се намира в ранен стадий на разработка, и проектът е отхвърлен на основание, че ще забави достройката на крайцерите.
През 1957 г. е, най-накрая, подготвен окончателния проект на крайцерите от типа „Тайгър“ – с две кули 152 mm универсални оръдия, на носа и на кърмата съответно, и зенитно въоръжение от новите 76 mm оръдия.

## Конструкция
Изходно проектирани като леките крайцери от типа „Минотавър“, крайцерите на типа „Тайгър“ имат същата дължина от 169,3 метра, но са малко по-широки (20 метра ширина) и имат с метър и половина по-дълбоко газене (7,1 метра). Тяхната пълна водоизместимост е 11 700 дълги тона.
Архитектурата на надстройките в основните си компоненти повтаря тази на типа „Минотавър“; масивната правоъгълна носова надстройка включва в себе си мостик и е съединена с носовия комин. Между комините има промеждутък, използван за поставянето на подемните кранове и лодките. Следва вторият комин, зад който се намира кърмовата мачта и кърмовата надстройка. Основните разлики спрямо „Минотаврите“ са по-високата кърмова надстройка, и новите решетести мачти с пирамидална форма.

### Въоръжение

#### Универсалният главен калибър
Основното въоръжение на крайцерите на типа „Тайгър“ са универсалните 152-милиметрови 50-калиброви оръдия QF Mark V, с напълно автоматизирано зареждане. Разработката на тези оръдия започва още по време на войната, с цел радикално увеличаване на възможностите на противовъздушната отбрана на новите леки крайцери, в същото време, без да ги превръща в специализираните крайцери за ПВО. Предполага се, че новите оръдия ще са равна ефективни както по надводни и брегови, така и по въздушни цели; но, поради техническата сложност на проекта, разработката им силно се забавя.
Оръдията от този тип са разчетени за впечатляващата скорострелност до 20 изстрела в минута. Тъй като стрелба в такъв темп води до силно прегряване на стволовете, на тях има кожуси с водно охлаждане. Снарядите и зарядите в метални гилзи се подават с хидравлични елеватори от двуетажните погреби под кулите; в бойното отделение на кулите, снарядите и зарядите се претоварват на подаващия механизъм и се зареждат в оръдието. Презареждането е възможно при всеки ъгъл на вертикално насочване. Оръдията могат да стрелят с бронебойни снаряди с тегло 58,9 kg и осколочно-фугасни снаряди, също използвани както зенитни, с тегло 59,9 kg. Максималната далечина на стрелбата съставлява 23000 метра. Боезапасът на оръдие съставлява 400 снаряда.
Всеки крайцер има по две сдвоени оръдейни кули Mark 26, една на носа, и една на кърмата. Кулите са два различни модела; половината използва хидравличната система за управление RP15, втората половина – електрическата RP53. Счита се, че крайцерът „Тигър“ носи две хидравлични кули, „Блейк“ две електрически, и „Лайън“ има по една от всеки тип.
Оръдията QF Mark V се представят като доста мощни и точни системи, но в същото време – прекалено сложни и капризни за експлоатация. Сами по себе си механизмите им са достатъчно надеждни, но изискват продължително и висококвалифицирано обслужване. Големият брой използвана хидравлика при интензивна стрелба води до това, че вътре в кулите вали истински „дъжд“ от масло, принуждавайки персонала да носи със себе си чадъри. Сложността на механиката става основната причина за дългата разработка на оръдията, и една от основните претенции към крайцерите.

#### Зенитното въоръжение
Противовъздушното въоръжение крайцерите е представено от сдвоени 76-милиметрови 50-калиброви зенитни установки Mark 6. Тези оръдия са разработени вече след войната, като перспективно въоръжение за новите кораби, способно да се бори с реактивната авиация и управляемото ракетно оръжие. Стволът на оръдията и използваният боеприпас е разработен съвместно с американците и е идентичен с използваните в американската зенитна установка 3"/70 Mark 37; обаче, самата установка е чисто британска.
Оръдията са разчетени на темп на стрелба от 90 изстрела в минута; изходният проект се създава за 95 – 115 изстрела в минута, но тези изисквания са невъзможни за изпълнение. За охлаждане, стволовете са снабдени водни охлаждащи кожуси. Таванът за огън по въздушни цели съставлява 11800 метра. Те използват унитарни снаряди с тегло 5,6 килограма (заедно със заряда – 16,4 kg), снабдени с радиолокационен взривател. Боекомплектът в кулата е 68 снаряда; общият боекомплект за оръдие съставлява 851 снаряда, които се подават с два верижни елеватора със скорост 25 снаряда в минута.
На всеки крайцер от типа „Тайгър“ има по три сдвоени установки от този тип, от които една се намира в носовата част, стреляйки над носовата кула на универсалния калибър, две – странично, по бордовете, между кърмовия комин и кърмовата мачта. Оръдейните системи от този тип са много ефективни, но подобно на другите автоматични оръдия по онова време страдат от чести заклинивания в системата за подаване на боекомплекта и изискват много квалифицирано обслужване.

#### Радиоелектронно оборудване
Крайцерите от типа „Тайгър“ имат развито радиоелектронно оборудване. Съставът му, по време на построяването на крайцерите, нееднократно се преразглежда с оглед най-новите достижения в тази област.
Основното средство за откриване на въздушни цели е трикоординатния радар Тип 960, монтиран на кърмовата мачта. В хода на модернизации, той е заменен с по-съвременен радар Тип 965. Тъй като този радар има недостатъчни възможности за засичане на нисколетящи цели, на носовата мачта крайцерите е поставен радар Тип 992Q, използван както за откриване на надводни, така и за нисколетящи въздушни цели. На кърмовата мачта крайцерите е монтиран и радиолокационен високомер Тип 278, предназначен за определяне на височината на полет на целите.
Насочването на оръдията на главния и зенитния калибър се осъществява с помощта на пет артилерийски директора с двойно предназначение, оборудвани с радар Тип 903. Директорите могат да дават целеуказание както по надводни, така и по въздушни цели. Два директора са монтирани на покрива на носовата надстройка (осъществявайки целеуказание за носовите 152 mm и 75 mm установки съответно), два са поставени на високи опори в центъра на корпуса (целеуказание за бордовите 75 mm оръдия) и последния на покрива на кърмовата надстройка (за кърмовата 152 mm кула).

### Брониране
Броневата защита на крайцерите от типа „Тайгър“ се основава на брониран пояс, в тясна лента на протежение от носовата до кърмовата кула на главния калибър. В центъра на корпуса, редом с машинното отделение, има горен пояс с дебелина 51 милиметра. Дебелината на пояса съставлява от 83 до 89 милиметра: той е способен да издържи попадение на 152 mm снаряда от дистанция над 10000 метра.
Кулите на крайцерите са защитени от тънки броневи плочи с дебелина от 20 до 55 милиметра. Барбетите под кулите се прикриват от 51 милиметрови плочи. Хоризонталната защита се осигурява от бронирана палуба с дебелина 50 милиметра.
Като цяло, защитата на крайцерите от типа „Тайгър“ е доста слаба, осигуряваща адекватна защита само за жизненоважните части на кораба.

### Силова установка
В движение корабите тип „Тайгър“ привеждат четири парни турбозъбчати агрегата „Парсънс“, задвижващи четири винта. Парата подсигуряват четири парни котела адмиралтейски тип. На пълна мощност, крайцерите развиват ход до 31,5 възела; далечината на икономичния 13-възлов ход съставлява около 12000 километра.

## История на службата
След необичайно проточилото се построяване, крайцерите влизат в строй в края на 1950-те – началото на 1960-те години. Тяхната начална служба е съпроводена с множество проблеми поради високата капризност на техните оръдия, заради което тяхната боеспособност е доста ограничена.
Въпреки това, това са най-съвременните крайцери в британския флот, и, традиционно, те се използват активно за демонстрация на флага. „Тайгър“ и „Лайън“ през 1962 г. влизат в състава на Средиземноморския флот и в периода на Карибската криза се базират в Гибралтар, готови за действие. Скоро след това, през 1963, „Блейк“ е изваден в резерва. „Лайън“ в периода 1965 – 1966 г. е изпратен в Далечния изток, във връзка с напреженията в международните отношения около Индонезия и Малайзия; през 1966 г. той също е изваден в резерва.
През септември 1964 г., „Лайън“ е изпратен да представлява Британия на празниците за независимостта на Малта; но, излизайки в морето, крайцерът се сблъсква с фрегатата „Лавстоф“ и едва успява да завърши ремонта. През 1965 г. той участва в празнуването на независимостта на Гамбия, след което се връща в Британия и до 1967 г. влиза в състава на Флота на метрополията. През 1967 г. той, подобно на останалите кораби от своя тип, е изваден в резерв.

### Модернизация във вертолетоносачи
През 1964, на фона на стремителното развитие на ядреното и ракетното оръжие, командването на британския флот стига до извода за безполезността на чисто артилерийските крайцери в новите условия. Възможностите на противовъздушното въоръжение на „Тайгър“, впечатляващи при проектирането, вече не съответстват на изискванията за борба със свръхзвуковите самолети и крилатите ракети; значението на артилерийското въоръжение във войната по море също е под въпрос. Влезлите в строй почти едновременно с „Тайгър“ ракетни разрушители/крайцери тип „Каунти“ разполагат с много по-големи възможности в противовъздушната отбрана и могат да използват своя зенитно-ракетен комплекс „Сий Слъг“ за поразяване на корабите на противника. Задачите по обстрел на крайбрежията, както предполагат по онова време, е способна по-ефективно да решава палубната авиация с помощта на тактическите ядрени боеприпаси.
Във връзка с това, целесъобразността от съхраняване на крайцерите от типа „Тайгър“ в състава на флота е поставена под съмнение. Но тези кораби са почти нови, намират се в отлично техническо състояние и отписването им изглежда нерационално.
През 1966 г. е разработен проект за преустройството на крайцерите от типа „Тайгър“ в крайцери-вертолетоносачи. При това, кърмовата 152 mm кула и двете кърмови 76 mm установки трябва да бъдат демонтирани, и заменени с голям палубен хангар и вертолетна площадка. Възможностите на корабите в сферата на самоотбраната се предполага да се усилят с поставянето на ЗРК с близък радиус на действие „Сий Кет“. Модернизирани, крайцерите от типа „Тайгър“, по мнение на адмиралите, обединяват в себе си функциите на противолодъчни кораби, флагмани на флота и мощни надводни бойни единици, така освобождавайки място на палубите на самолетоносачите за ударна и изтребителна авиация.
Работите по корабите започват през 1968 г. За модернизация са поставени „Тайгър“ и „Блейк“; по-износеният „Лайън“ е решено да не се модернизира, а да се разглоби за части. В хода на модернизацията, от крайцерите са демонтирани кърмовите кули на главния универсален калибър, и на тяхно място и на част от кърмовата надстройка монтират хангар за четири противолодъчни вертолета. Кърмовата част е преустроена на полетна палуба. Кърмовата мачта е демонтирана, заменяйки я с коничната опора за новата РЛС Тип 965. Двете бордови 76 mm установки също са демонтирани, и тяхно място са монтирани две учетворени пускови установки за зенитния ракетен комплекс „Сий Кет“.
След преустройството на крайцери-вертолетоносачи, „Тайгър“ и „Блейк“ имат следните изменили се характеристики:
- Водоизместимост: 9975 стандартна, 12 080 пълна, дълги t;
- Артилерийско въоръжение: 1 × 2 – 152 mm АУ QF Mark V, 1 × 2 – 76 mm Mark 6;
- Зенитно-ракетно въоръжение: 2 × 4 ПУ ЗРК „Сий кет“.
- Авиогрупа: 4 вертолета, първоначално Westland Wessex, а след това S-61 „Сий Кинг“.

### Последваща служба
През 1969 г. е завършена модернизацията на „Блейк“; през 1972 г. към него се присъединява „Тайгър“. Модернизираните крайцери трябва да станат основата на противолодъчните съединения, действащи в Атлантика против съветските субмарини. „Блейк“ през 1969 г. е изпратен в Гибралтар като предупреждение за генерал Франко във връзка с охлаждането на испано-британските отношения. През 1970 г. той се използва за експерименти със самолетите с вертикално излитане и кацане „Хариер“. През 1977 г. „Блейк“ и „Тайгър“ вземат участие във военноморския парад по случай празненствата за 25-годишнина от коронацията на кралица Елизабет II.
Обаче, службата на модернизираните крайцери се оказва кратка. Последващите съкращения на военноморския бюджет, значителните разходи за построяването за флота на атомни подводници и ракетоносни разрушители, водят до това, че поддържането в строй на старите крайцери – изискващи значителен екипаж – се оказват прекалено скъпи за ограничените им бойни възможности. Освен това, Кралският флот завършва модернизацията на старите самолетоносачи „Хермес“ и „Булварк“ в противолодъчни вертолетоносачи, които имат чувствително по-големи възможности, отколкото модернизираните „Тайгъри“.
През 1978 г. „Тайгър“ е изваден в резерва. През 1979 г., след него, е списан „Блейк“. На 6 декември 1979 г., на тържествена церемония, „Блейк“ – последният крайцер в историята на Кралския флот – за последен път провежда стрелба от своите 152 mm оръдия, преди да спусне флага. Двата кораба са законсервирани в базата за съхранение на резерва на флота в Чатъм.

### Фолкландска война
През 1982 г., когато Аржентина нахлува на спорните Фолкландски острови, британският флот започва спешна мобилизация на всички налични сили. В очакване на възможните загуби, е проведена инспекция на стоящите в резерва кораби, сред които са и двата последни крайцера в британския флот – „Тайгър“ и „Блейк“. Огледът показва, че и двата кораба (минали основен ремонт в началото на 1970-те г.) се намират в много добро състояние, и могат да бъдат бързо върнати в строй.
Работите по реактивация на корабите започват веднага; крайцерите са поставени в сух док и започва възстановяването на техните механизми и системи. Привържениците на идеята за връщането на тези кораби в строй указват, че техните мощни 152-милиметрови оръдия (за които все още има значителен запас снаряди) ще бъдат отлично средство за поддръжка на десантните операции, а големите им полетни палуби – към този момент, трети по площ в Кралския флот – ще могат да служат за площадка на първа линия за дозареждане на „Хариерите“, действащи от оставащите в тила самолетоносачи.
Завръщането на „Тайгър“ и „Блейк“ в строй е спряно през май, когато става ясно, че войната скоро ще свърши, и крайцерите вече няма да успеят да вземат в нея участие. Освен това, има и други фактори „против“; въоръжението и радиоелектронното оборудване на крайцерите е остаряло, и вече не съответства на изискванията на времето. Използването им като предни площадки за разгръщането на „Хариери“ също се оказва под въпрос – поради липсата на крайцерите на трамплин, „Хариерите“ могат да излитат от тях само вертикално, което значително ограничава техния боен товар и радиус на действие. Но главната причина е необходимостта от почти две хиляди обучени моряци за комплектуването на екипажите на крайцерите.
След войната, крайцерите са отново законсервирани. През 1982 г. Чили изказва определен интерес към покупката на тези кораби (вече намиращи се в значим стадий на реактивация), но сделката не се състои. През 1982 г. „Блейк“ е продаден за скрап; през 1986 г. е разкомплектован „Тайгър“.

## Представители на проекта
|                            | заложен         | спуснат          | влиза в строй | изваден от състава | списан |
| -------------------------- | --------------- | ---------------- | ------------- | ------------------ | ------ |
| HMS Tiger (C20) („Тайгър“) | 1 октомври 1941 | 25 октомври 1945 | 18 март 1959  | 20 април 1978      | 1986   |
| HMS Lion (C34) („Лайън“)   | 24 юни 1942     | 2 септември 1944 | 20 юли 1960   | 1972               | 1975   |
| HMS Blake (C99) („Блейк“)  | 17 август 1942  | 20 декември 1945 | 8 март 1961   | 6 декември 1979    | 1982   |

Следва да се отбележи, че корабите са нееднократно преименувани за времето на строежа им. Така например, „Тайгър“ е заложен като „Белерофон“; „Лайън“ изначално е „Дифенсом“. Интересното е, че „Блейк“ изначално е заложен като „Блейк“, след това е преименуван на „Тайгър“, и след това отново на „Блейк“.

## Оценка на проекта
Леките крайцери на типа „Тайгър“ стават последните крайцери в Британския Кралски флот и последните построени тежки артилерийски кораби въобще. Проектирани още по време на Втората световна война, те представляват качествен скок в еволюцията на военното корабостроене.
Главният недостатък на крайцерите от типа „Тайгър“ е прекалено проточилото се дострояване. В началото на 1960-те години, когато те, най-накрая, влизат в състава на флота, развитието на технологиите ги прави вече остарели на фона усъвършенстването на реактивната авиация, тактическото ядрено оръжие и управляемите ракети. Тяхната тежка универсална артилерия, най-добрата в своя клас, значимо отстъпва по възможности на вече широко разпространените зенитни ракети; артилерийският бой в морето практически напълно отива в миналото с развитието на палубната авиация и противокорабно ракетно оръжие. Даже функциите по обстрел на крайбрежията вече изглеждат не толкова актуални във връзка с възможностите на тактическото ядрено оръжие. Своята роля изиграват и изявилите се проблеми със системите на въоръжението.
В резултат службата на тези крайцери е предопределено загубена битка в борбата им за обосноваване на тяхното съхранение в състава на флота във времената на непрестанно съкращаван военен бюджет. Без да служат и десет години, един от тях е даден за скрап, а двата други са извадени в резерва и поставени за радикална модернизация – която, на свой ред, също се оказва недостатъчно радикална, за да оправдае разходите по тяхната експлоатация. По ирония на съдбата, и двата кораба са окончателно извадени в резерва два години преди Фолкландската война – конфликтът, в който техните бойни качества биха могли да се окажат крайно необходими.

## Коментари
1. ↑  Всички данни се привеждат към момента на влизане в строй.
2. ↑  Всъщност, по два проекта – осемте крайцера на типа „Минотавър“ са заложени на четири групи по два кораба, които се предполага да са с различни детайли.
3. ↑  Quick Firing – скорострелни.
4. ↑  Класификацията на тези кораби се променя.